# Осамнаеста словеначка ударна бригада
Осамнаеста словеначка ударна бригада (позната и под називом Базовичка бригада) формирана је 1. октобра 1943. године у рејону Кобарида од бораца Бовшког и Кобаридског батаљона Сочке бригаде, испрва под именом Друга сочка бригада. Дана 24. априла 1944. године проглашена је ударном и добила назив Базовичка, по групи 18 словеначких антифашиста, од којих су њих 14 италијански фашисти осудили на доживотну робију, а четворицу стрељали 6. септембра 1930. године у Базовици.

## Борбени пут бригаде
До краја 1943. године дејствовала је на подручју Бовеца, Кобарида и Бенешке Словеније, где је водила борбе против немачких снага. Била је под контролом привременог Оперативног штаба сошких бригада до 17. октобра, када је ушла у састав Горишке дивизије НОВЈ. Дана 25. октобра добила је нумерацију Осамнаеста. Крајем 1943. године у састав бригаде ушао је и Руски батаљон, формиран од пребелгих совјетских војника које су Немци заробили и укључили у своје јединице у Италији. За време другог похода у Бенешку Словенију, фебруара 1944, у саставу Тридесете дивизије НОВЈ, водила је борбе против немачких снага код села Камбрешког, Ливека и Ступице, на планини Коловрату и другде. У марту се истакла у борбама против Немаца и словеначких домобрана код Хотедршчице, а од 1. до 4. априла у нападу на Сподњу Идрију. Појачавајући борбену активност и наредних месеци, бригада је, између осталог, изводила диверзантске акције на железничкој прузи Горица-Подбрдо у лето 1944, успешно напала колону италијанских војника код села Вогерског близу Горице 26. августа, а сутрадан и немачку моторизовану колону код села Осека на друму Горица-Ајдовшчина. Почетком септембра у састав бригаде ушло је и људство расформираног Јужноприморског НОП одреда. Надмоћне немачке снаге, после четвердодневних тешких борби, одбациле су 18. септембра бригаду са положаја код Штањела на подручје Трновског гозда. Нарочито оштре борбе бригада је водила против Немаца у другој половини децембра у рејону Випаве и Локава, код Ајдовшчине и Чепована.
У 1945. години, бригада је наставила дејства на подручју Трновског гозда и Випавске долине, водећи тешке борбе против Немаца у фебруару и марту на планинама Сињи и Обли врх, код села Војско, Мрзла Рупа, Табор, Чековник, Сињи Врх и Горња Требуша. У завршним операцијама бригада је у саставу Тридесете дивизије са јединицама Девете, Двадесете и 26. дивизије учествовала у борбама за ослобођење Трста од 30. априла до 3. маја.
Одликована је Орденом заслуга за народ са златном звездом и Ордена братства и јединства са златним венцем.

## Командни састав
Команданти:
- Франц Огрин (од 1. до 19. октобра 1943)
- Тоне Бавец-Цене (од 20. октобра до 19. децембра 1943)
- Глиша Рацо (од 20. децембра 1943 до 2. марта ин од 3. маја до 15. јуна 1944)
- Бошко Дедејић-Попе (вршилац дужности од 2. марта до 18. марта 1944)
- Фрањо Бавец-Бранко (од 18. марта до 1. маја 1944)
- Сретен Ђенадија (од 15. јуна до 2. јула 1944)
- Никола Видачић (од 2. јула до 14. септембра 1944)
- Ратко Марјановић (од 14. септембра до 10. октобра 1944)
- Ибро Ибраимовић (од 10. октобра 1944 до 7. марта 1945)
- Франц Немгар (од 8. марта до 2. маја 1945)
- Антон Коренчич-Тарзан (од 3. до 6. маја 1945)

Политички комесари:
- Франц Црнугељ-Зорко (од 1. до 19. октобра, од 29. новембра до 28. децембра 1943. и од 8. јануара до 4. марта 1944)
- Славко Зоре-Гриша (од 20. до 24. октобра 1943)
- Васја Когеј (од 24. октобра до 29. новембра 1943)
- Милан Осредкар (од 28. децембра 1943 до 8. јануара 1944)
- Јоже Клун-Павле (од 4. марта до 4. априла 1944)
- Душан Укмар (од 4. априла до 2. јула ин од 1. до 15. септембра 1944)
- Драго Кошмрл (од 2. јула до 10. августа и од 20. октобра 1944. до 20. јануара 1945)
- Владо Грбец (од 10. августа до 1. септембра 1944)
- Ладо Швигељ-Мојзес (од 15. септембра до 20. октобра 1944)
- Алојз Буковец-Нани (од 20. јануара до 15. марца 1945)
- Емил Буковац-Миле (од 15. марта до 6. маја 1945)